# Potravní vakuola

Fagocytóza - vznik potravní vakuoly (polsky)

Potravní vakuola (či fagozom) je váček obklopený membránou vzniklý po fagocytóze částečky potravy dovnitř buňky. Potravní vakuoly mají mnozí prvoci, ale v podstatě ji využívají též makrofágy a další fagocytující buňky v těle některých mnohobuněčných organismů včetně člověka.
Má obvykle průměr větší než 250 nanometrů, tím se fagocytóza liší od pinocytózy.

## Vznik potravní vakuoly u prvoků
U prvoků ohraničených pouze buněčnou membránou vzniká potravní vakuola na jakémkoliv místě buňky, a to pouhou invaginací membrány dovnitř. To je případ mnoha měňavek, jako např. Trichonympha. U jiných eukaryot, která mají na povrchu buňky např. kortex nebo systém alveol[ujasnit], se musí potravní vakuola tvořit na speciálních místech, kde je lokálně buněčná membrána obnažena a opět může proběhnout invaginace (např. u nálevníků je tímto místem cytostóm, buněčná ústa).
Potravní vakuoly přirůstají tak, že splývají tisíce malých měchýřků, které jsou přenášeny z nitra buňky na její povrch. Posléze se potravní vakuola oddělí od membrány a změní se tak na trávicí vakuolu. Také u člověka fúzí s lyzozomy vzniká z fagozómů tzv. fagolyzozóm.